# Andy Fitzgerald

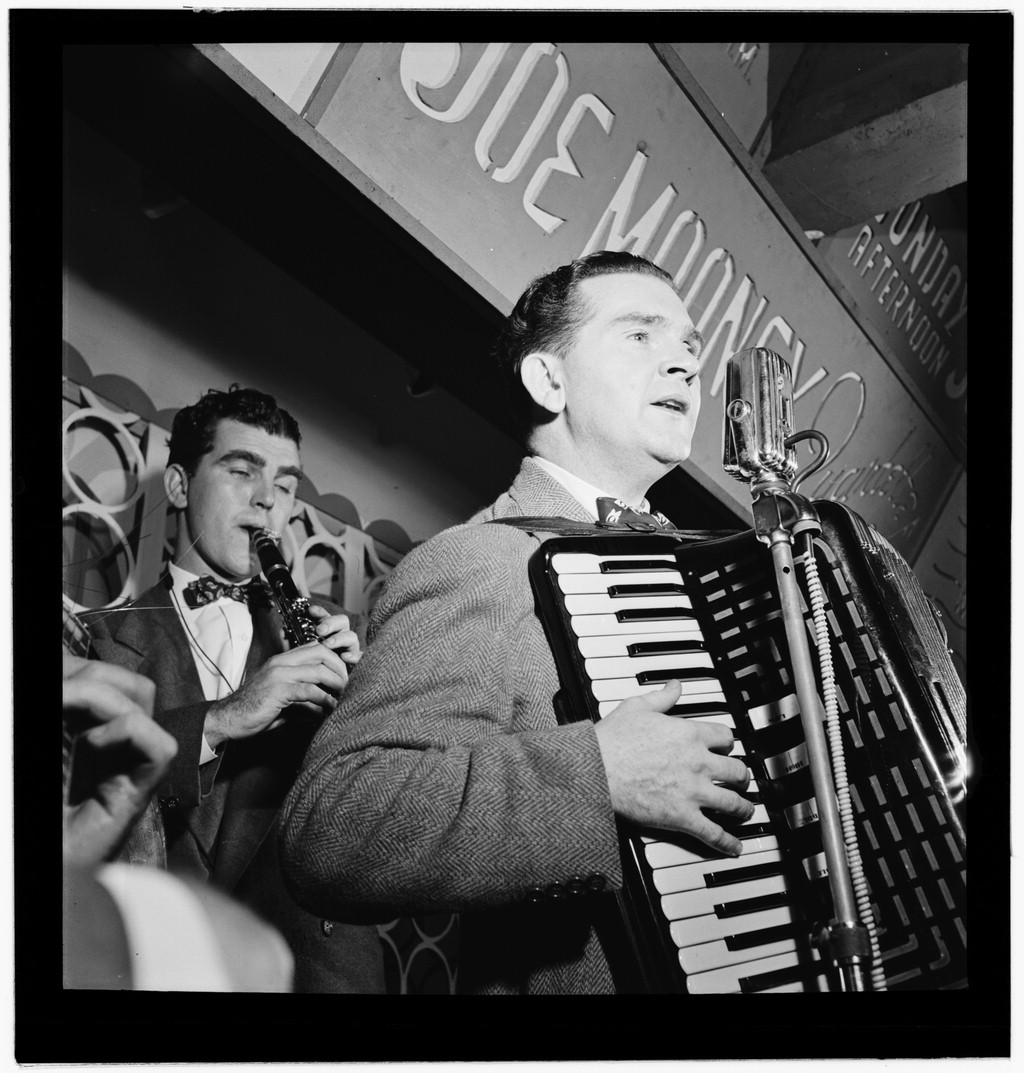
Joe Mooney (rechts) und Andy Fitzgerald, New York, ca. Oktober 1946.
Foto: William P. Gottlieb.

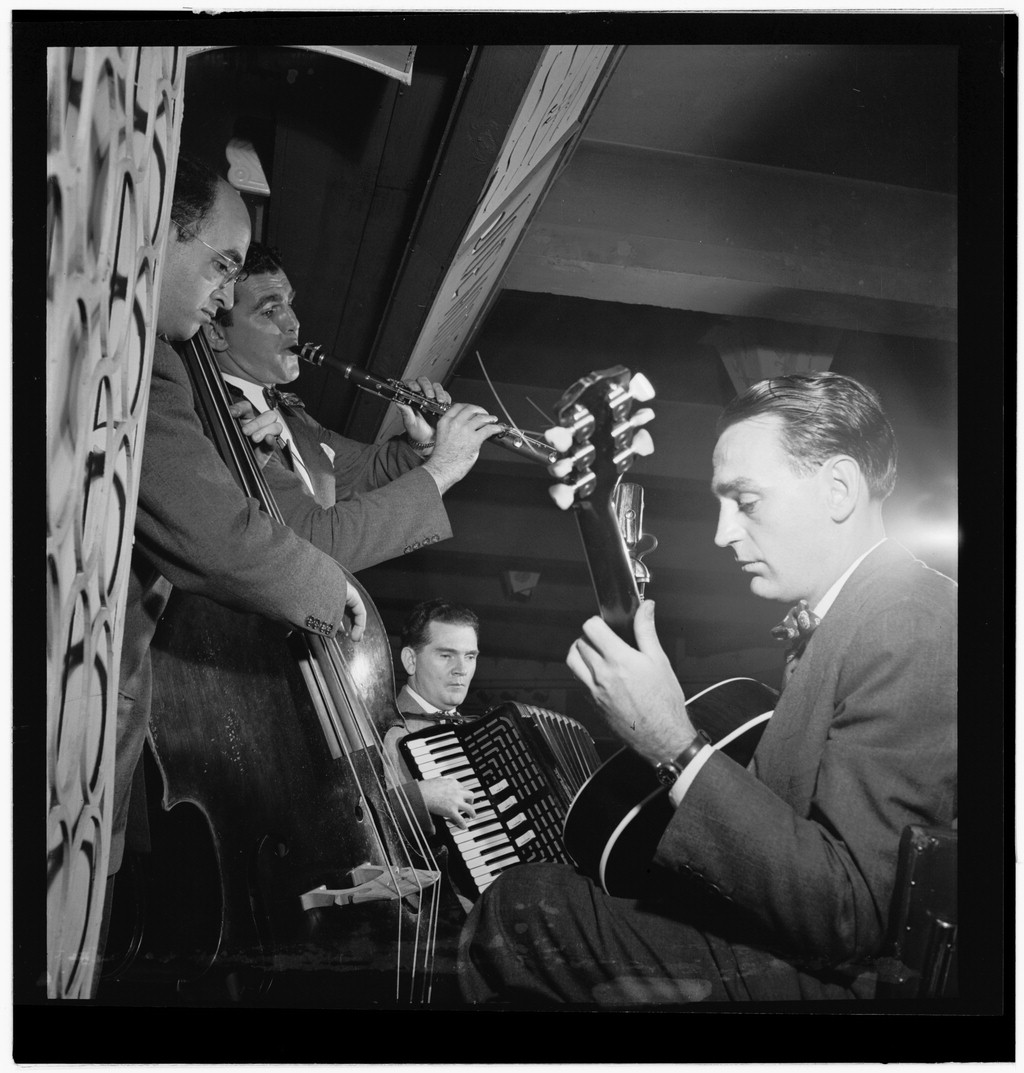
Gaetano „Gate“ Frega, Andy Fitzgerald, Joe Mooney und Jack Hotop (von links nach rechts), Dixon’s (52nd Street), New York, vermutlich Oktober 1946. Foto: Gottlieb.

Andy Fitzgerald (* 1915 oder 1916; † 7. April 2003) war ein US-amerikanischer Jazzmusiker (Klarinette, Flöte, Saxophone, auch Gesang).

## Leben und Wirken
Andy Fitzgerald begann seine Karriere als Musiker in der Bigband von Frank Dailey. Ab 1940 spielte er bei Bunny Berigan („I Can’t Get Started“), 1943 mit Coleman Hawkins. Zwischen 1946 und 1948 gehörte er zu dem Quartett von Joe Mooney und war dann bis zu seiner Auflösung 1953 Mitglied des Vaughn Monroe Orchestra. In den 1950er-Jahren trat er in Jack Sterlings Radioshow beim Sender CBS auf, die Studioband wurde von Elliot Lawrence geleitet. Nach Absetzung der Show gehörte er der Studioband der Arthur Godfrey Show an. Aufnahmen entstanden in dieser Zeit mit Elliot Lawrence, Kent Harian, Claude Thornhill (Claude on a Cloud, 1958), Jackie Gleason, Count Basie (Basie with Strings, 1960), Hal Mooney, Jimmy & Marian McPartland (Play TV Themes, 1960) und 1962 erneut mit Joe Mooney, begleitet vom Mundell Lowe Orchestra. 1963/64 nahm er mit dem Gil Evans Orchestra auf (The Individualism of Gil Evans und Guitar Forms). Im Bereich des Jazz war er zwischen 1940 und 1969 an 43 Aufnahmesessions beteiligt, zuletzt in den Begleitbands von Joe Williams (1965) und Marlene VerPlanck (1968/69).  In seinen späteren Jahren arbeitete er als Theatermusiker und freischaffender Musiker.